# پوسوف
پوسوف (به ترکی استانبولی: Posof، به ارمنی: Դիգուր، گرجی: ფოცხოვი، پیش‌تر: დიღვირი) یک منطقهٔ مسکونی در ترکیه است که در استان اردهان واقع شده‌است.